# 過渡金屬矽烷配合物
過渡金屬矽烷配合物（英語：Transition metal silane complexes）是含有氫矽烷作為配體的配合物，多半會是穩定的σ配合物。
金屬與矽烷間的化學鍵類似於抓氫鍵。金屬原子透過三中心兩電子鍵與氫矽烷結合。普遍認為這是在氧化加成反應中由氫矽烷合成出金屬矽氫化物的中間物。延長的Si-H鍵是這些配合物的特徵。